# Moskvitch 402

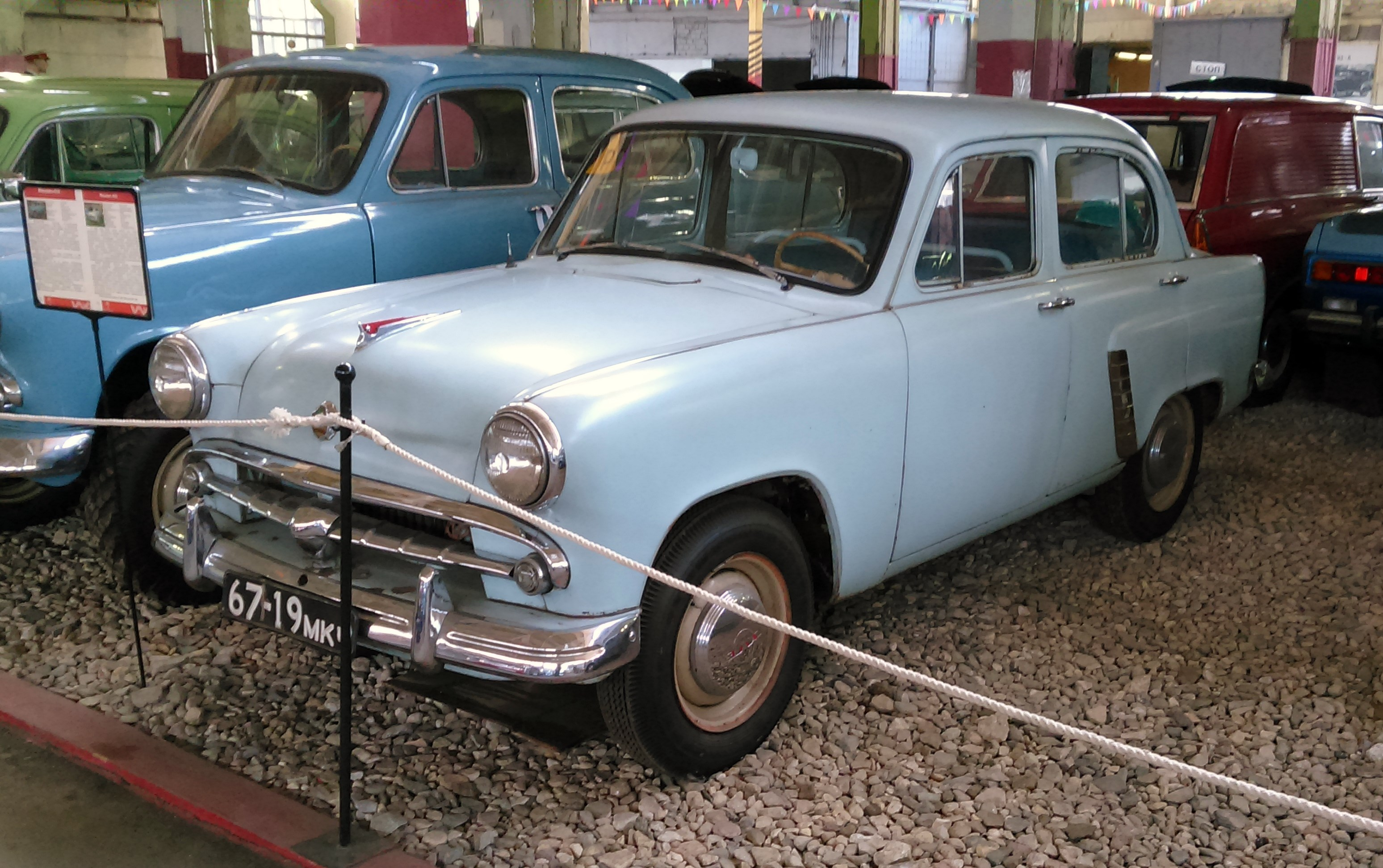
Moskvitch 402

El Moskvitch 402 es un automóvil fabricado por la empresa soviética Moskvitch, introducido en 1956 y diseñado para reemplazar al Moskvitch 401.
Posee un motor L4 (cuatro cilindros), con 35 caballos de fuerza y 1220 cc conectado a una caja de cambios de tres velocidades en columna. Este vehículo tuvo una producción muy corta, ya que dejó de fabricarse en 1958, sin embargo, se produjo también una versión 4x4 llamada Moskvitch 410.
- Datos: Q2493713
- Multimedia: Moskvich-402 / Q2493713